# Lats Litva
Lats Litva (mã ISO tiền tệ LTL, biểu tượng là Lt; số nhiều litai (sử dụng nhiều) hoặc litų (sử dụng ít) là tiền tệ của Litva, cho đến ngày 1 tháng 1 năm 2015, khi nó được thay thế bằng đồng euro.